# Fashion victime
Pour les articles homonymes, voir Fashion victim (homonymie) et Sweet Home Alabama (homonymie).
Pour plus de détails, voir Fiche technique et Distribution.
Fashion victime (Sweet Home Alabama au Québec) est une comédie sentimentale américaine produite en 2001 et sortie en 2002.

## Synopsis
Melanie Carmichael (Reese Witherspoon) a tout pour être heureuse : arrivée d'Alabama il y a sept ans, elle est aujourd'hui la styliste la plus en vue de New York. Elle fréquente le fils du maire de New York, Andrew Hennings (Patrick Dempsey), qui ne tarde pas à faire sa demande en mariage. Mais avant de s'engager, elle doit régler discrètement un tout petit détail : elle est en effet toujours mariée à Jake (Josh Lucas), son petit ami depuis des années, qui demeure toujours en Alabama. Contrainte d'obtenir rapidement sa signature pour le divorce, elle retourne dans sa ville natale en prétextant auprès de son futur mari de parler de son mariage à ses parents. Le retour aux sources ne se fait pas sans heurts, et rapidement ce qui ne devait être qu'une formalité devient un vrai casse-tête sentimental. 
La jeune femme est confrontée aux jugements de sa famille et de son ancien entourage. Elle a également affaire à sa future belle-mère (Candice Bergen) qui est très méfiante et qui va tout faire pour la piéger.

## Fiche technique
- Titre : Fashion Victime
- Titre original et québécois : Sweet Home Alabama
- Réalisation : Andy Tennant
- Producteur : David Brown et Michael Tolkin
- Distribution : Touchstone Pictures
- Budget : 38 000 000 $ (estimation)
- Pays de production : États-Unis
- Langue : anglais
- Durée : 109 minutes
- Dates de sortie :
  - États-Unis : 27 septembre 2002
  - France : 18 décembre 2002

## Distribution
- Reese Witherspoon (VF : Natacha Muller ; VQ : Christine Bellier) : Mélanie (« Carmichael ») Smooter-Perry
- Josh Lucas (VF : Bertrand Liebert ; VQ : François Godin) : Jake Perry
- Patrick Dempsey (VF : Maurice Decoster ; VQ : Benoit Éthier) : Andrew Hennings
- Candice Bergen (VF : Frédérique Tirmont ; VQ : Anne Caron) : Kate Hennings
- Mary Kay Place (VF : Isabelle Ganz ; VQ : Chantal Baril) : Pearl Smooter
- Fred Ward (VF : Patrick Messe ; VQ : Claude Préfontaine) : Earl Smooter
- Jean Smart (VF : Catherine Davenier ; VQ : Danièle Panneton) : Stella Kay Perry
- Ethan Embry (VF : Pierre Tessier ; VQ : Martin Watier) : Bobby Ray
- Melanie Lynskey (VF : Vanina Pradier) : Lurlynn
- Courtney Gains (VF : Éric Aubrahn ; VQ : Gilbert Lachance) : Sheriff Wade
- Mary Lynn Rajskub : Dorothea
- Rhona Mitra (VF : Laura Préjean ; VQ : Camille Cyr-Desmarais) : Tabatha Wadmore-Smith
- Nathan Lee Graham (VQ : Jacques Lussier) : Frederick Montana
- Kevin Sussman (VQ : Antoine Durand) : Barry Lowenstein
- Ted Manson (VQ : Hubert Fielden) : Colonel Murphy
- Sean Bridgers : Eldon
- Fleet Cooper : Clinton
- Mark Skinner : Bruno
- Michelle Krusiec : Pan
- Phil Cater : Pablo
- Michael Snow : Devin
- Bob Penny : Wallace buford
- Mark Matkevich (en) : Tom Darovsic
- Thomas Curtis (en) (VQ : Émile Mailhiot) : Jeune Jake
- Dakota Fanning : Jeune Mélanie
- Katharine Towne : Erin Vanderbilt
- Andrew Prine (non crédité) : Sheriff Holt

 Source et légende : version française (VF) sur RS Doublage
 Source et légende : version québécoise (VQ) sur Doublage.qc.ca

## Remake
- L'histoire du film a été reprise en 2005 et adapté en version Bollywood dans le remake hindi réalisé par Suneel Darshan Barsaat, avec Bobby Deol, Priyanka Chopra et Bipasha Basu.
- Le téléfilm Un mari de trop de 2010, est une adaptation française très proche, avec Lorie dans le rôle principal et Alain Delon en guest star.

## Critique
Sur le site français Allociné, Fashion Victime obtient une note moyenne de 2,6/5 pour 14 titres de presse.
Sur le site agrégateur de revues américain Rotten Tomatoes, le film obtient un score de 38% avec une moyenne de 5.19/10 sur une base de 159 votes.